# Opel Zafira C
Opel Zafira C er en kompakt MPV fra Opel og tredje generation af Opel Zafira-serien. Bilen hedder officielt Zafira Tourer, blev præsenteret på Frankfurt Motor Show 2011 og kom ud til forhandlerne den 14. januar 2012.
Flex7-sædesystemet findes også til Zafira Tourer, men er dog blevet modificeret. I modsætning til de to første generationer, hvor Flex7-sædesystemet hørte til standardudstyret, har de billigste versioner af Zafira Tourer kun fem siddepladser.
Nyt er ud over talrige, merprispligtige kørselsassistencesystemer som f.eks. advarsel om døde vinkler, nummerpladegenkendelse, adaptiv hastighedsregulator (som sørger for at holde korrekt afstand til det forankørende køretøj), vognbaneskiftassistent og parkeringsassistent blandt andet en panoramaforrude (ekstraudstyr), som allerede findes/har fandtes i Opel Astra H GTC (som ekstraudstyr) og Citroën C4 Picasso (som standardudstyr).

## Sikkerhed
Modellen blev i 2011 kollisionstestet af Euro NCAP med et resultat på fem stjerner ud af fem mulige.

## Motorer
Motorerne med betegnelsen ecoFLEX (med undtagelse af den naturgasdrevne 1,6 CNG Turbo ecoFLEX) er udstyret med start/stop-system, en kølergrill med aktivt styrede luftindtagsklapper, letløbsdæk, en optimeret gearkasseudveksling og bremseenergigenvinding, hvorved brændstofforbruget og CO2-udslippet kan nedsættes. Med undtagelse af basismotoren (1,8), som kun er forsynet med femtrins manuel gearkasse, er alle motorer som standard kombineret med sekstrins gearkasser. 1,4 Turbo (103 kW/140 hk) og 2,0 CDTI (121 kW/165 hk) kan som ekstraudstyr mod merpris leveres med sekstrins automatgear.
| Model                   | Cylindre | Ventiler | Slagvolume cm³ | Max. effekt kW (hk) / omdr. | Max. drejningsmoment Nm / omdr. | 0-100 km/t sek. | Topfart km/t | Byggeår  |
| ----------------------- | -------- | -------- | -------------- | --------------------------- | ------------------------------- | --------------- | ------------ | -------- |
| Benzinmotorer           |          |          |                |                             |                                 |                 |              |          |
| 1.4 Turbo               | 4        | 16       | 1364           | 88 (120) / 4200 − 6000      | 200 / 1850 − 4200               | 11,9            | 190          | 1/2012 − |
| 1.4 Turbo               | 4        | 16       | 1364           | 103 (140) / 4900 − 6000     | 200 / 1850 − 4900               | 10,8            | 200          | 1/2012 − |
| 1.8                     | 4        | 16       | 1796           | 85 (115) / 5600             | 175 / 3800                      | 12,9            | 185          | 4/2012 − |
| Dieselmotorer           |          |          |                |                             |                                 |                 |              |          |
| 2.0 CDTI                | 4        | 16       | 1956           | 81 (110) / 4000             | 260 / 1750 − 2500               | 12,5            | 183          | 1/2012 − |
| 2.0 CDTI                | 4        | 16       | 1956           | 96 (130) / 4000             | 300 / 1750 − 2500               | 11,4            | 191          | 1/2012 − |
| 2.0 CDTI                | 4        | 16       | 1956           | 121 (165) / 4000            | 350 / 1750 − 2500               | 9,9             | 205          | 1/2012 − |
| 2.0 BiTurbo CDTI        | 4        | 16       | 1956           | 143 (194) / 4000            | 400 / 1750 − 2500               | 8,9             | 218          | 2013 −   |
| Naturgas/benzin-motorer |          |          |                |                             |                                 |                 |              |          |
| 1.6 CNG Turbo ecoFLEX   | 4        | 16       | 1598           | 110 (150) / 5000            | 210 / 2300 − 5000               | 11,2            | 204          | 4/2012 − |

- Alle motorer opfylder Euro5-normen.